# Врисаки
 Тази статия е за селото в Гърция.  За селото в Албания вижте Решани.  
Врисаки или Решани (на гръцки: Βρυσάκι, катаревуса Βρυσάκιον, Врисакион, до 1927 Ρέσιανη, Ресяни) е село в Република Гърция, дем Александрия, област Централна Македония.

## География
Селото е разположено на 14 m надморска височина в областта Урумлък (Румлуки), на 20 km североизточно от Бери и на 4 km западно от Александрия (Гида) край главния път Бер - Александрия.

## История

### В Османската империя
В XIX век Решани е село в Османската империя. Александър Синве („Les Grecs de l’Empire Ottoman. Etude Statistique et Ethnographique“) в 1878 година пише, че в Ресени (Resséni), Камбанийска епархия, живеят 108 гърци. Според Васил Кънчов („Македония. Етнография и статистика“) в 1900 година Решани е село в Берска каза и в него живеят 45 гърци християни.
По данни на секретаря на Българската екзархия Димитър Мишев („La Macédoine et sa Population Chrétienne“) в 1905 година в Решани (Rechani) живеят 45 гърци.

### В Гърция
През Балканската война в 1912 година в селото влизат гръцки части и след Междусъюзническата в 1913 година Решани остава в Гърция. Непосредствено след Балканските войни в селото са заселени 174 гърци бежанци.
В „Етнография на Македония“, издадена в 1924 година, Густав Вайганд описва Решани (Ресна) като гръцко село на българо-гръцката езикова граница:
| „ | Започвайки от североизток, за граница служи Вардар от неговото устие до вливането на Караасмак, след това новопостроеният, а не старият селски път почни наблизо до Верея (Бер) до селата Микрош и Туркохори, едното има смесено население от българи и гърци, след това, следвайки железопътната линия, стига до Няуста (Негуш), която въпреки че е български град, е на път да бъде гърцизирана, защото голяма част от жителите му говорят в семейството си гръцки. Селата Тарман и Ая Марина са български. Гръцките гранични села следователно са Плати, Палйохори, чиито жители са дошли от Кулакия, Гида, Ресна, Пископи (също известен брой български семейства), Кавашла, Ставрос, Микрос или Микровутци, Туркохори (българи и гърци), Яворница, Рупен, Няуста. | “ |

След Първата световна война в 1922 година в селото са заселени гърци бежанци. В 1928 година Решани е смесено местно-бежанско селище с 46 бежански семейства и 174 жители бежанци. В 1927 година селото е прекръстено на Врисаки.
В 40-те години жителите на селото се увеличават вследствие на пресушаването на Ениджевардарското езеро и увеличаването на обработваемата земя. Селото е богато и произвежда предимно памук и захарно цвекло.
| Година    | 1913 | 1920 | 1928 | 1940 | 1951 | 1961 | 1971 | 1981 | 1991 | 2001 | 2011 | 2021 |
| --------- | ---- | ---- | ---- | ---- | ---- | ---- | ---- | ---- | ---- | ---- | ---- | ---- |
| Население | 11   | 127  | 292  | 533  | 557  | 638  | 629  | 615  | 700  | 716  | 669  | 599  |

## Личности
Родени във Врисаки
- Георгиос Скарлатос, гръцки учен от XVIII век
- Мосхос Гиконоглу (р. 1932), гръцки политик